# Alois Birklbauer
Alois Birklbauer (* 3. April 1965 in Hofkirchen im Traunkreis, Oberösterreich) ist ein österreichischer Jurist und Professor an der Johannes-Kepler-Universität (JKU) Linz. Er ist Leiter der Abteilung für Praxis der Strafrechtswissenschaften und Medizinstrafrecht.

## Leben
Nach seiner Matura studierte Birklbauer zunächst Theologie an der Katholischen Privat-Universität Linz. Danach studierte er Rechtswissenschaften an der Universität Wien und anschließend an der JKU Linz, wo er 1998 promovierte. Seit 1994 war Birklbauer als Universitätsassistent am Institut für Strafrecht, Strafprozessrecht und Kriminologie der JKU Linz tätig, ab 2004 als Assistenzprofessor. 2009 bekam Birklbauer die Lehrbefugnis für das Fach Strafrechtswissenschaften und Kriminologie verliehen. Im Sommer 2009 wurde er zum Universitätsprofessor am Institut für Strafrechtwissenschaften berufen und seit Herbst 2009 ist er Leiter der Abteilung für Praxis der Strafrechtswissenschaften und Medizinstrafrecht an der JKU Linz.
Birklbauer ist auch in zahlreichen außeruniversitären Gremien tätig. Seit 2000 ist er Mitglied der Strafrechtsenquetekommission beim Parlament zum Thema „Die Reaktion auf strafbares Verhalten in Österreich, ihre Angemessenheit, ihre Effizienz, ihre Ausgewogenheit“. In den Jahren 2003 und 2004 wurde er im Justizunterausschuss zur Beratung des Strafprozessreformgesetzes 2004 als Experte beigezogen. Seit 2006 ist er Mitglied der Strafvollzugskommission für Oberösterreich und seit 2007 Mitglied des Menschenrechtsbeirats beim Bundesministerium für Inneres. Seit Oktober 2008 hat er die Schriftleitung des Journals für Strafrecht inne.
Birklbauer war auch in der Interessensvertretung aktiv. Von 1999 bis 2000 war er Mitglied und erster stellvertretender Vorsitzender des Dienststellenausschusses der Universitätslehrer der JKU Linz, von 2000 bis 2010 Vorsitzender des Betriebsrats für das wissenschaftliche Personal der JKU Linz. Im Jahr 2016 wurde er erneut in den Betriebsrat des wissenschaftlichen Personals der Johannes Kepler Universität Linz gewählt und ist seitdem stellvertretender Vorsitzender dieses Gremiums.
Birklbauer ist SPÖ-Parteimitglied, übt jedoch derzeit keine politische Funktion in der Partei aus.
Alois Birklbauer ist verheiratet mit Michaela Obereigner und lebt in Linz.

## Arbeits- und Forschungsschwerpunkte
Neben allgemeinen forschungsdogmatischen Themen beschäftigt sich Birklbauer mit Rechtstatsachenforschung. So gibt es in Zusammenarbeit mit Kollegen zahlreiche empirische Veröffentlichungen zur praktischen Anwendung des  Strafrechts, wie z. B. zur bedingten Verhängung von Freiheitsstrafen und zur bedingten Entlassung. Weiters gibt es in Zusammenarbeit mit Kollegen eine umfangreiche Untersuchung zur Umsetzung des neuen Strafprozessrechts. Zurzeit arbeitet Birklbauer unter anderem im Rahmen eines Sparkling-Science-Projekts an einer interdisziplinären Studie über Ladendiebstahl von Kindern und Jugendlichen – Determinanten und Prävention.
Er ist Mitherausgeber des Journals für Medizin- und Gesundheitsrecht (JMG) (2016–2022) und des Journals für Strafrecht (JSt) (seit 2006).